# Humanidades

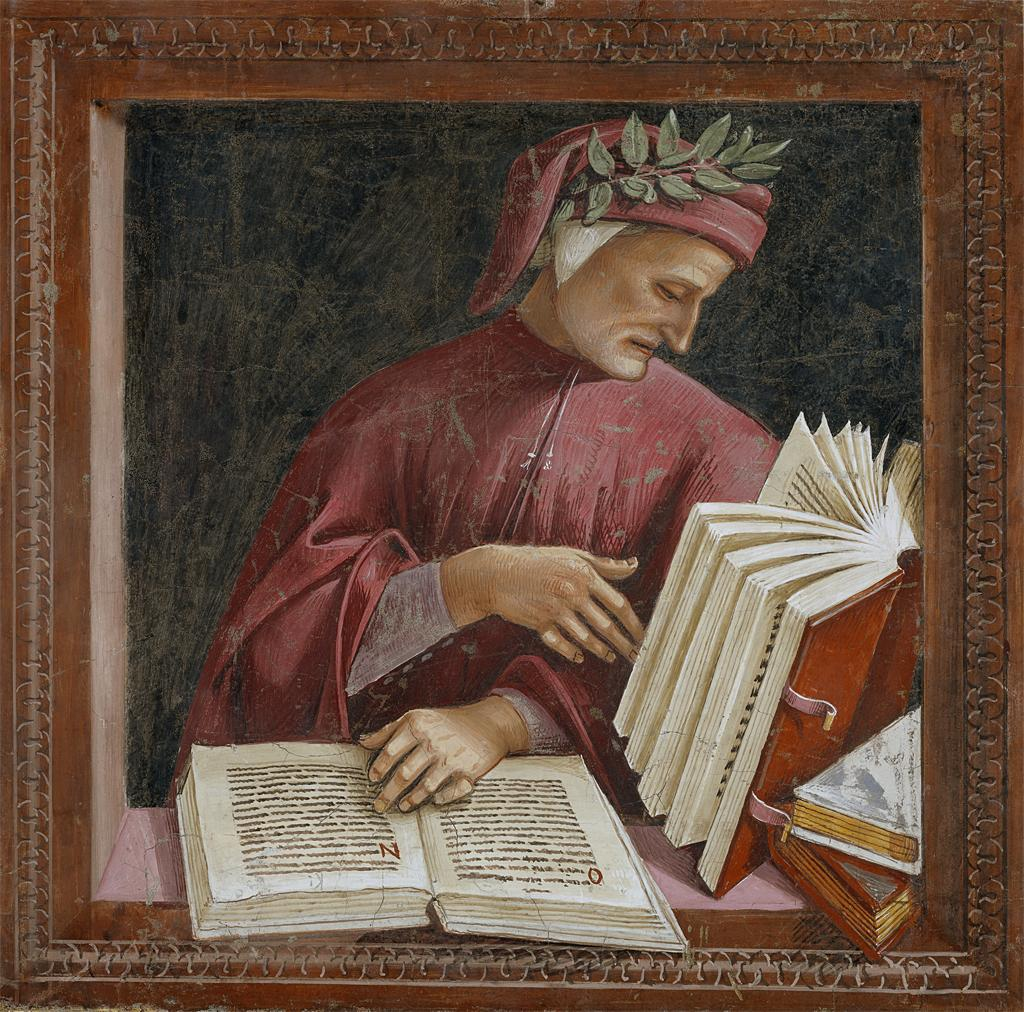
Dante, por Luca Signorelli

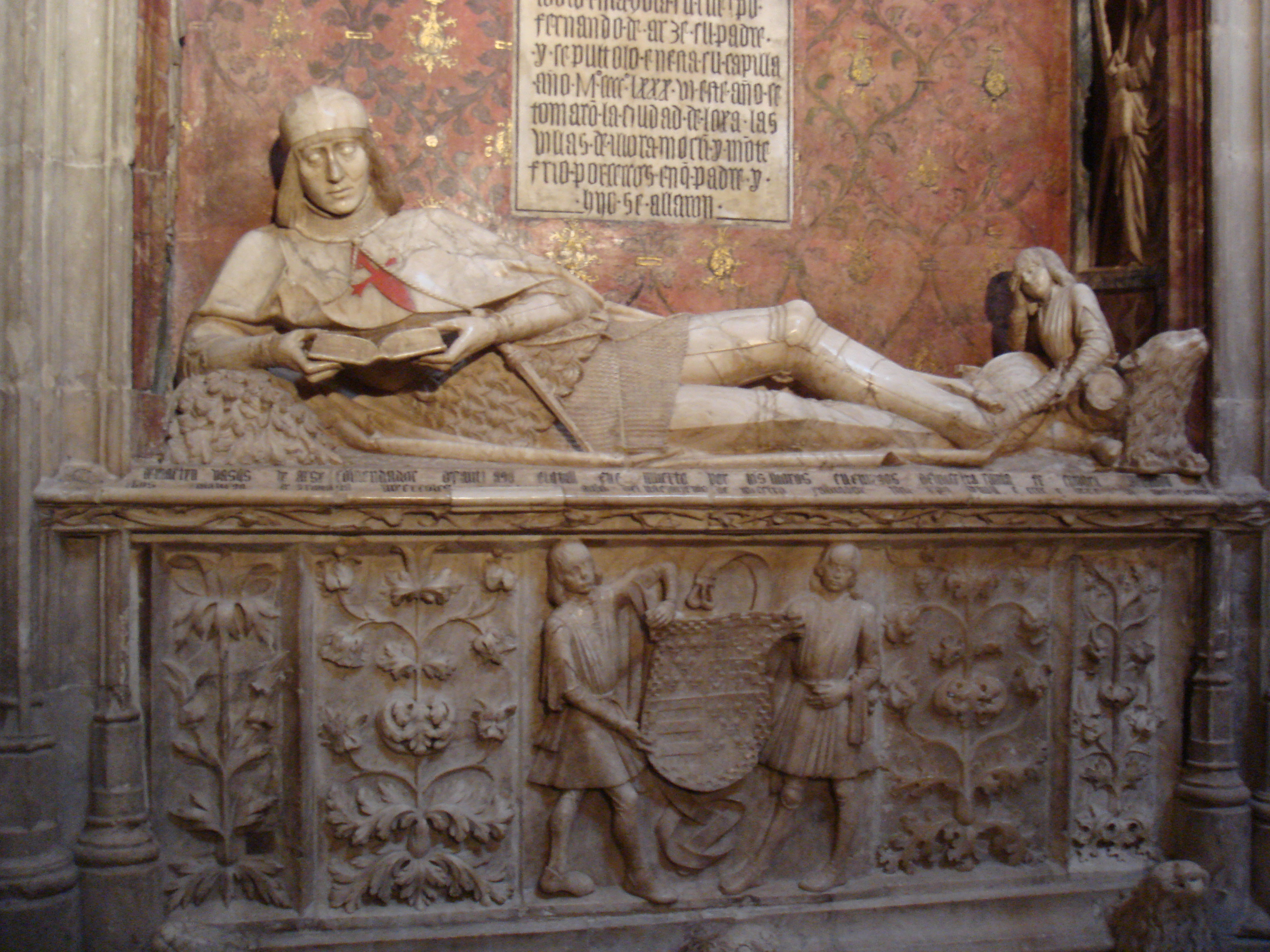
El sepulcro del Doncel de Sigüenza

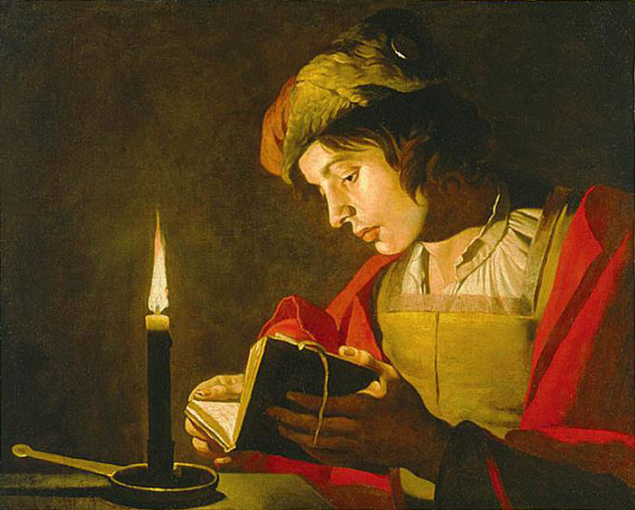
Joven leyendo, de Matthias Stom

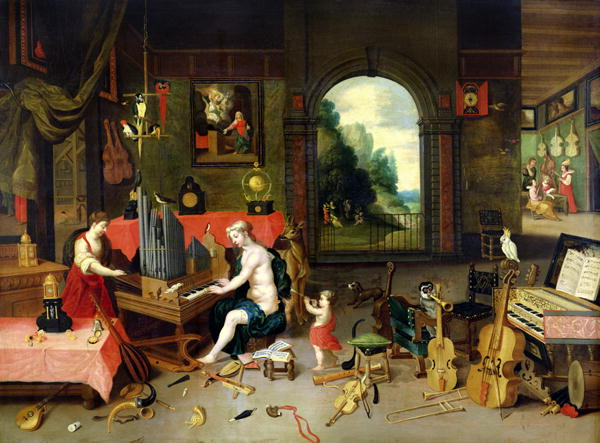
Alegoría del oído, de Jan Van Kessel

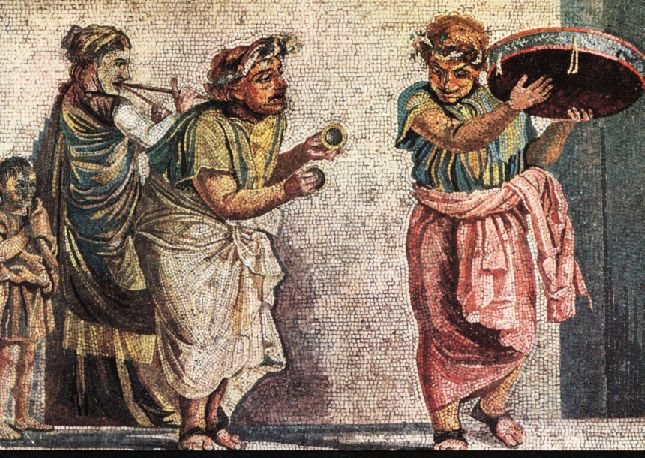
Actores-músicos en un mosaico de la Villa di Cicerone en Pompeya, de Dioscórides de Samos

Las humanidades (del latín humanitas) son un conjunto de disciplinas académicas, que estudian los aspectos esenciales de la existencia humana, incluyendo la cultura, la sociedad, el pensamiento, el arte, la historia, la literatura, la filosofía y otros ámbitos característicos de la vida y expresión humana. Existen otras denominaciones, como el concepto de «letras», que se utilizan habitualmente por oposición a las denominadas «ciencias» (debate de las dos culturas). No obstante, existen otras denominaciones cuya identificación, asociación o diferenciación con la de «humanidades» es más problemática (según la intención de quien las utilice) y que conllevan distintas consideraciones epistemológicas y metodológicas: las de «ciencias sociales» y «ciencias humanas». Se supone a las disciplinas humanísticas un mayor carácter ideográfico: el estudio de particularidades sin crear leyes o postulados generales. En su origen (los studia humanitatis del humanismo renacentista), los saberes humanísticos o letras humanas se definían por oposición a las letras divinas. Por lo demás, las humanidades, a diferencia de las ciencias humanas, estas de mayor preferencia románica y germánica y de mayor solidez epistemológica, constituyen un marbete de dominante orientación anglosajona. 
Como elemento básico y definitorio de la civilización occidental y del sistema educativo tradicional (en este último también llegan a denominarse formación humanística), las humanidades están especialmente vinculadas a los denominados estudios clásicos: el arte y la cultura fundamentada en la Antigüedad grecorromana y que con diversas adiciones a lo largo de los siglos fue conformando el denominado canon occidental, a lo que los críticos de esta perspectiva acusan de distintos sesgos (intelectualismo, machismo, eurocentrismo, obsolescencia) resumidos en la expresión peyorativa dead white males («varones blancos muertos»).
Considerar o no a unas u otras disciplinas como «humanidades» o «ciencias sociales» es un problema académico que trasciende la mera consideración organizativa o universitaria, puesto que implica la condición científica o no de unos u otros saberes (sea cual sea el alcance de tal definición, dado que el criterio de cientificidad tampoco es universalmente aceptado). Para algunos autores, tal «cientificidad» es precisamente lo que no pretenden buscar los saberes que aspiran a aproximarse a la condición humana y construir la convivencia social a través de el cultivo del pasado por medio del estudio filológico y hermenéutico.
Entre las disciplinas o campos de estudio que pueden considerarse como parte de las humanidades (sin que exista un consenso generalizado en ninguna enumeración de ellas), están la filosofía, el derecho, la sociología, la antropología, la politología, la filología (lingüística, la semiología, la literatura, la historia de la literatura, la crítica literaria), la historia, la geografía, los estudios de arte (de artes plásticas, las artes escénicas y la música, la musicología, la estética, la teoría del arte, la crítica de arte), las ciencias de la comunicación (periodismo, publicidad, documentación, biblioteconomía), entre algunas otras. No obstante la aparente oposición terminológica inicial, la teología y los estudios de religión también se consideran parte de las «humanidades».
Los estudiosos de las humanidades se denominan humanities scholars o a veces humanistas. El término humanista también describe la posición filosófica del humanismo, que antihumanista rechazan los estudiosos de las humanidades. Los eruditos y artistas del Renacimiento también son conocidos como humanistas. Algunas escuelas secundarias ofrecen clases de humanidades que suelen consistir en literatura, historia, lengua extranjera y arte.
Las disciplinas humanas como la historia y la lengua utilizan principalmente el método comparativo y la investigación comparativa. Otros métodos utilizados en las humanidades son la hermenéutica, la crítica de fuentes, la interpretación estética y la razón especulativa.

## Etimología
La palabra humanidades procede del latín renacentista studia humanitatis, que significa estudio de la humanidad. Esta expresión se utilizaba para referirse al estudio de la literatura y la lengua clásicas, que se consideraba un aspecto importante de una educación refinada en el Renacimiento. En su uso a principios del siglo XV, el studia humanitatis era un curso de estudios que consistía en gramática, poesía, retórica, historia y filosofía moral, derivado principalmente del estudio de los clásicos latinos y griegos. La palabra humanitas también dio lugar al neologismo italiano renacentista umanisti, de donde "humanista", "humanismo renacentista".

## Historia
En Occidente, la historia de las humanidades se remonta a la antigua Grecia, como base de una amplia educación para los ciudadanos. Durante la época romana, evolucionó el concepto de las siete artes liberales, que incluían la gramática, la retórica y la lógica (el trivium), junto con la aritmética, la geometría, la astronomía y la música (el quadrivium). Estas materias constituían el grueso de la educación medieval, y se hacía hincapié en las humanidades como habilidades o "formas de hacer".
Se produjo un cambio importante con el humanismo renacentista del siglo XV, cuando las humanidades empezaron a considerarse materias de estudio más que de práctica, con el correspondiente alejamiento de los campos tradicionales hacia áreas como la literatura y la historia. En el siglo XX, este punto de vista fue a su vez cuestionado por el movimiento posmodernista, que pretendía redefinir las humanidades en términos más igualitarios adecuados para una sociedad democrática, ya que las sociedades griega y romana en las que se originaron las humanidades no eran en absoluto democráticas.
Se suele distinguir entre ciencias socialess y humanidades. El clasicista Allan Bloom escribe en The Closing of the American Mind'] (1987):

Las ciencias sociales y las humanidades se desprecian mutuamente, las primeras desprecian a las segundas por anticientíficas, las segundas consideran a las primeras filisteísmo. [...] La diferencia se reduce al hecho de que las ciencias sociales realmente quieren ser predictivas, es decir, que el hombre es predecible, mientras que las humanidades dicen que no lo es.

## Ciencias humanas
Las ciencias humanas tratan de completar el estudio de la humanidad incluyendo el origen evolutivo, la estructura del ser humano, su funcionamiento, sus características hereditarias y su conducta, tanto a nivel individual como social. En cuanto a la evolución de la humanidad, los grandes aportes provienen de la antropología física presentando como resultado del último episodio evolutivo al ser humano moderno. La anatomía se fundó sobre la observación directa de la estructura humana en Alejandría hacia el año 300 a. C. La fisiología tuvo sus comienzos en la época en que el inglés William Harvey fue a estudiar a Padua en 1598. La expresión ciencias morales tenía la ventaja de indicar que tales ciencias trataban de los productos de la actividad mental del ser humano y no tenían por objeto el estudio del organismo, pero para el siglo XVIII los autores llamados moralistas eran en realidad psicólogos. Las ciencias humanas nacen, según Michel Foucault, en el siglo XIX bajo un modelo de racionalidad científica. A las ciencias humanas también se les llama ciencias del espíritu a partir de la propuesta de Wilhelm Dilthey, cuyo objeto de estudio es el medio histórico cultural en el que el ser humano está inmerso.

## El pensamiento y lenguaje humanos

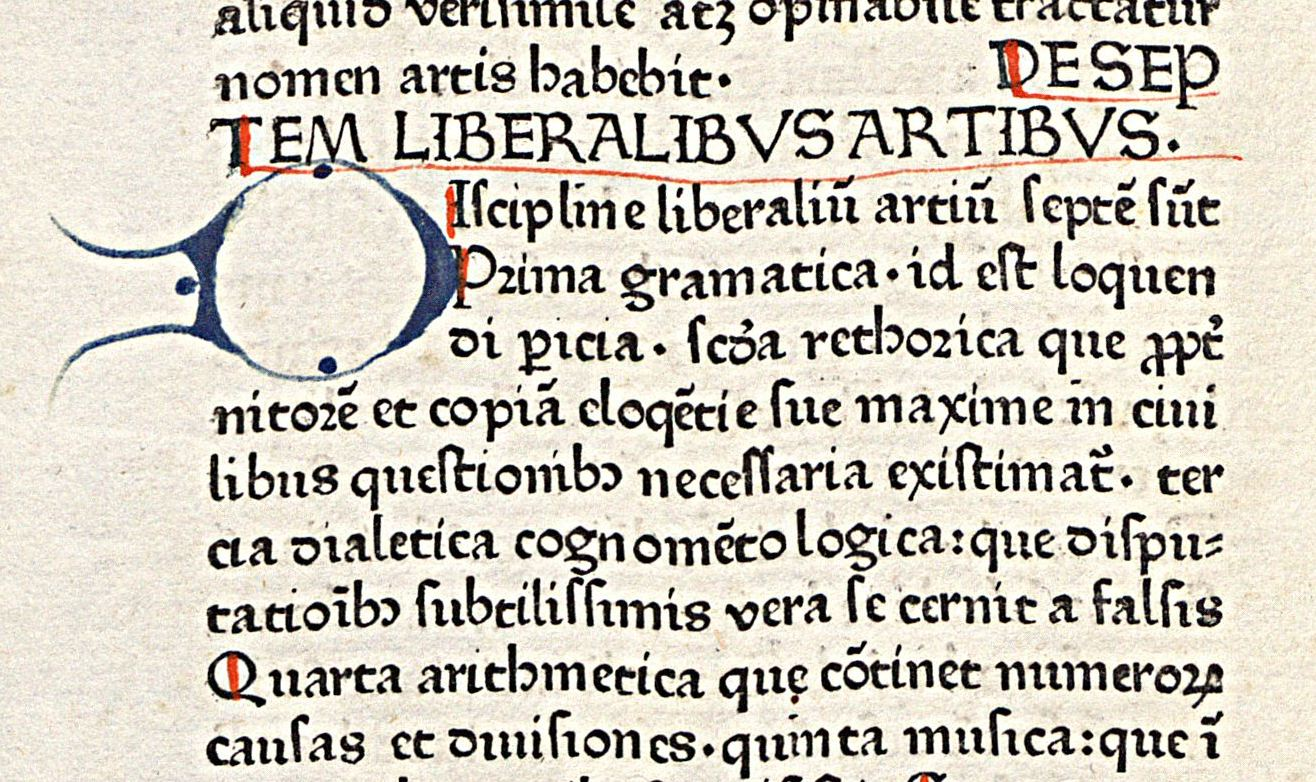
De septem artibus liberalibus, Grammatik, Rhetorik, Dialektik, Arithmetik, Geometrie, Astronomie, Musik

En las tres grandes áreas del pensamiento humano, ha tomado forma el mundo de las ideas: las ciencias del espíritu. Se considera que la religión es la que se ha centrado en el espíritu, mientras que la ciencia se ha centrado en la materia. La filosofía ha tratado de vincular a estas dos escuelas a partir de la reflexión consciente y ha planteado recientemente una teoría que podría integrar a las tres: el constructivismo. Para el humanismo la dignidad del hombre estaba constituida por el poder creador del intelecto. Durante la ilustración se trató de sustituir la fe supersticiosa y sumisa por la razón iluminada e iluminante. Las humanidades se han centrado en las actividades netamente humanas, como son el pensamiento y la lengua, que se sistematizan como conocimiento en la filosofía y en la lingüística y a la vez se convierten en medios para que el ser humano desarrolle autoconciencia. El estudio del pensamiento y el lenguaje como cognición, y por tanto de los símbolos y las representaciones, dio origen a la ciencia cognitiva. Para Howard Gardner el lenguaje y las matemáticas son dos de las inteligencias compartidas por todos los seres humanos, sistemas de significado ideados culturalmente para procesar formas importantes de información. En la educación se han desarrollado estas inteligencias mediante la lectura, la escritura y el cálculo. Desde la pedagogía también se plantea el constructivismo como una forma de integrar las formas de aprendizaje que han sido privilegiadas en la adquisición del conocimiento. Por lo tanto las humanidades son las disciplinas que estudian al hombre y su comportamiento en la sociedad.
Edgar Morin plantea que en la educación del futuro es necesario enseñar la condición humana y propone diversas tríadas, llamadas por él bucles, que dan soporte al concepto de lo humano como son: cerebro-mente-cultura, razón-afecto-impulso, individuo-sociedad-especie. Termina su libro invitando a la continuación de la hominización en humanización, vía ascenso a la ciudadanía terrestre.

## Campos

### Cultura clásica

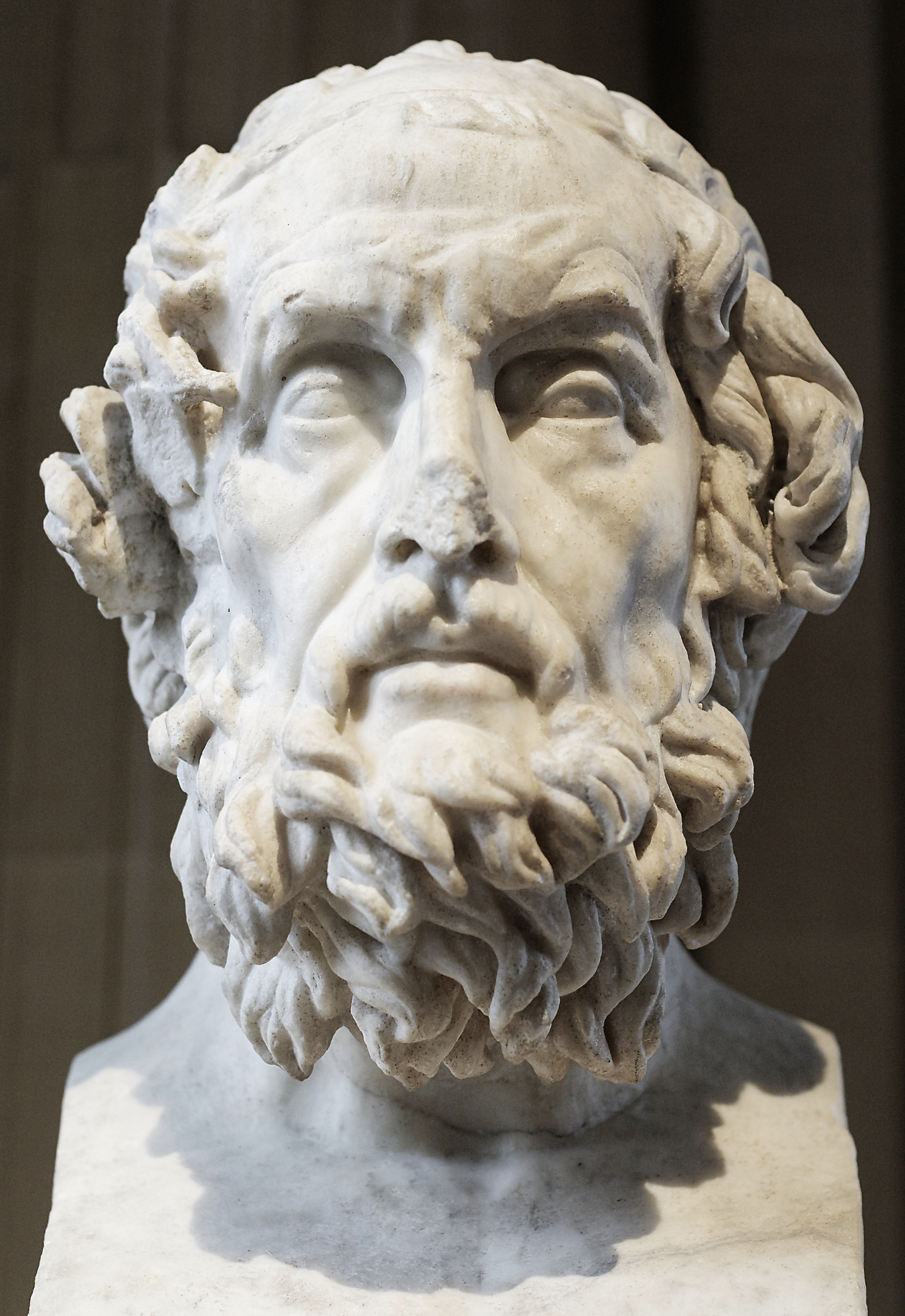
Busto de Homero, el poeta griego más famoso

En la tradición occidental, la cultura clásica se refiere a los estudios de las culturas de la Antigüedad clásica; a saber, el griego antiguo y el latín, así como la cultura grecorromana. Los estudios clásicos se consideran una de las bases de las humanidades; sin embargo, su popularidad decayó durante el siglo XX. No obstante, su influencia sigue siendo fuerte en varias disciplinas de las humanidades, como la filosofía y la literatura.

### Historia
La historia es la información recopilada sistemáticamente sobre el pasado. Cuando se utiliza como nombre de un campo de estudio, se refiere al estudio e interpretación del registro de la humanidad, las sociedades, las instituciones y cualquier tema que haya cambiado a lo largo del tiempo.
Tradicionalmente, se ha considerado al estudio de la historia parte de las humanidades. Ocasionalmente, puede clasificarse a la historia como ciencia social, aunque tal definición es controvertida.

### Lenguaje
Aunque el estudio científico del lenguaje se conoce como lingüística y generalmente se considera una ciencia social, una ciencia natural o una ciencia cognitiva, el estudio de las lenguas también es fundamental para las humanidades. Buena parte de la filosofía de los siglos XX y XXI se ha dedicado al análisis del lenguaje y a la cuestión de si, como afirmaba Wittgenstein, muchas de nuestras confusiones filosóficas derivan del vocabulario que utilizamos; la teoría literaria ha explorado las características retóricas, asociativas y de ordenación del lenguaje; y los lingüistas históricos han estudiado el desarrollo de las lenguas a lo largo del tiempo. La literatura, que abarca diversos usos del lenguaje, como la prosa (como la novela), la poesía y el teatro, también constituye el núcleo del plan de estudios de las humanidades modernas. Los programas universitarios de lengua extranjera suelen incluir el estudio de obras importantes de la literatura en esa lengua, así como de la propia lengua.

### Derecho
En el lenguaje cotidiano, la ley se refiere a una norma aplicada por una institución de gobierno, en contraposición a una norma moral o ética que no está sujeta a una aplicación formal.  El estudio del derecho puede verse como una ciencia social o una disciplina de humanidades, dependiendo de la perspectiva de cada uno. Algunos lo véase como una ciencia social debido a su naturaleza objetiva y mensurable, mientras que otros lo ven como una disciplina de humanidades debido a su enfoque en los valores y la interpretación. El derecho no siempre es aplicable, especialmente en el contexto de las relaciones internacionales. El derecho se ha definido de varias formas, como "un sistema de normas", "un concepto interpretativo" para lograr la justicia, "una autoridad" para mediar entre los intereses de las personas,o "el mandato de un soberano" respaldado por la amenaza de castigo.

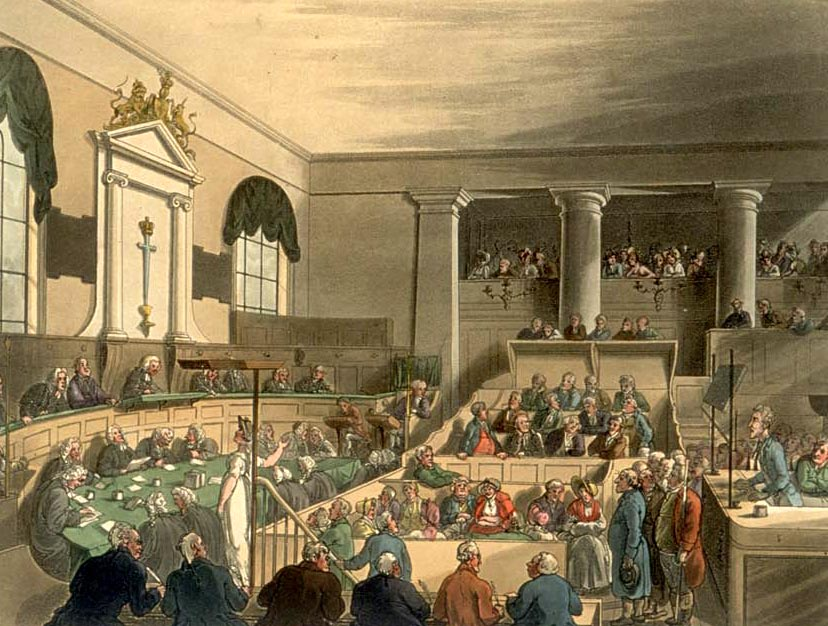
Juicio en un tribunal penal, la Old Bailey de Londres

Sea cual sea la idea que se tenga del derecho, se trata de una institución social completamente central. La política jurídica está conformada por la aplicación práctica de ideas procedentes de muchas disciplinas de las ciencias sociales y las humanidades, como la filosofía, la historia, la ciencia política, la economía, la antropología y la sociología. El Derecho es política, porque los políticos lo crean. Es filosofía, porque las convicciones morales y éticas conforman sus ideas. El Derecho cuenta muchas de las historias de la historia, porque las leyes, la jurisprudencia y las codificaciones se construyen a lo largo del tiempo. El Derecho también es economía, porque cualquier norma sobre contrato, responsabilidad civil, derecho de propiedad, derecho laboral, derecho de sociedades y muchas más puede tener efectos duraderos sobre cómo se organiza la productividad y la distribución de la riqueza.

### Literatura

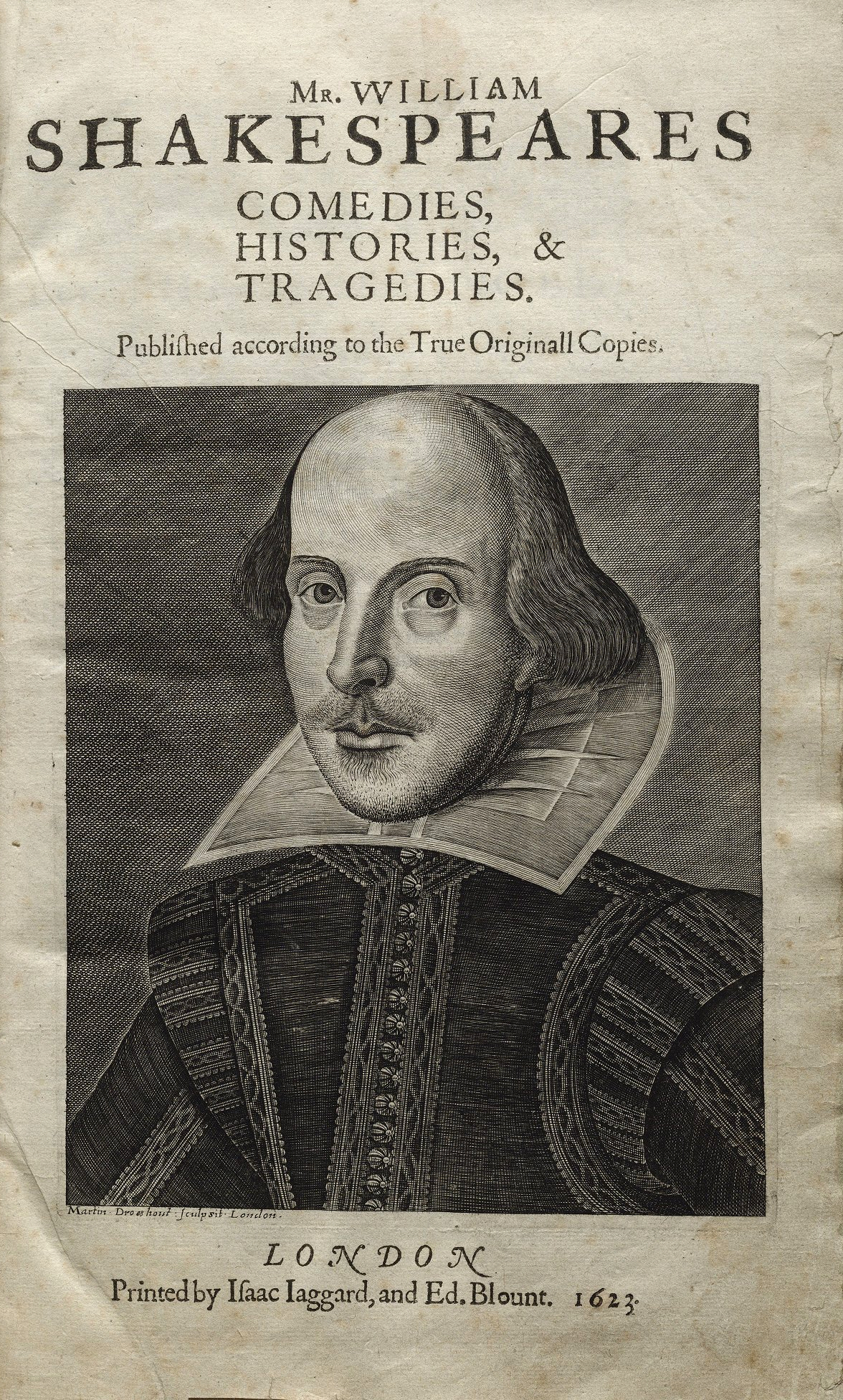
Shakespeare escribió algunas de las obras más aclamadas de la literatura inglesa

Literatura es un término que no tiene una definición universalmente aceptada, pero que ha incluido de forma variable toda obra escrita; la escritura que posee mérito literario; y el lenguaje que enfatiza sus propias características literarias, en oposición al lenguaje ordinario. Etimológicamente, el término deriva de la palabra latina literatura/litteratura que significa "escritura formada con letras", aunque algunas definiciones incluyen la textos hablados o cantados. 
La literatura puede clasificarse en ficción o no ficción; poesía o prosa. Además, puede distinguirse según sus formas principales, como la novela, el relato corto o el drama; y las obras suelen clasificarse según periodos históricos, o según su adhesión a determinadas características o expectativas estéticas (género).

### Filosofía

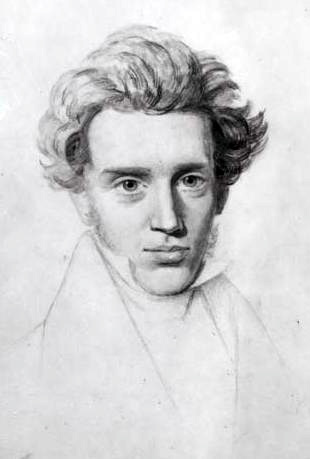
Las obras de Søren Kierkegaard se solapan en muchos campos de las humanidades, como la filosofía, la literatura, la teología, la música y los estudios clásicos

La filosofía (etimológicamente, "amor a la sabiduría") es, en general, el estudio de problemas relativos a cuestiones como la existencia, el conocimiento, la justificación, la verdad, la justicia, el bien y el mal, la belleza, la validez, la mente y el lenguaje. La filosofía se distingue de otras formas de abordar estas cuestiones por su enfoque crítico, generalmente sistemático, y su dependencia de argumentos razonados, en lugar de experimentos (la filosofía experimental es una excepción).
La filosofía solía ser un término muy amplio, que incluía lo que posteriormente se han convertido en disciplinas separadas, como la física. (Como señaló Immanuel Kant, "La filosofía de la antigua Grecia se dividía en tres ciencias: física, ética y lógica"). En la actualidad, los principales campos de la filosofía son la lógica, la ética, la metafísica y la epistemología. Aun así, sigue solapándose con otras disciplinas. El campo de la semántica, por ejemplo, pone en contacto la filosofía con la lingüística.
Desde principios del siglo XX, la filosofía en las universidades de habla inglesa se ha alejado de las humanidades y se ha acercado más a las ciencias formales, volviéndose mucho más analítica. La filosofía analítica está marcada por el énfasis en el uso de la lógica y los métodos formales de razonamiento, el análisis conceptual y el uso de la simbólica y/o la lógica matemática, en contraste con la estilo continental de filosofía. Este método de investigación es en gran parte deudor de la obra de filósofos como Gottlob Frege, Bertrand Russell, G.E. Moore y Ludwig Wittgenstein.

### Religión
Los estudios religiosos suelen considerarse una ciencia social. Basándose en los conocimientos actuales, parece que todas las culturas conocidas, tanto en el pasado como en el presente, tienen alguna forma de sistema de creencias o práctica religiosa. Aunque puede haber individuos o grupos aislados que no practiquen ninguna forma de religión, no se sabe si alguna vez ha existido una sociedad totalmente desprovista de creencias religiosas. La definición de religión no es universal, y las distintas culturas pueden tener ideas diferentes sobre lo que constituye la religión. 
La religión puede caracterizarse con una comunidad, ya que los humanos son animales sociales. Los rituales se utilizan para unir a la comunidad.  Los animales sociales necesitan reglas. La ética es un requisito de la sociedad, pero no un requisito de la religión. El sintoísmo, el daoísmo y otras religiones populares o naturales no tienen códigos éticos. Mientras que algunas religiones incluyen el concepto de deidades, otras no. Por lo tanto, lo sobrenatural no requiere necesariamente la existencia de deidades. Más bien, puede definirse en términos generales como cualquier fenómeno que no puede ser explicado por la ciencia o la razón.El pensamiento mágico crea explicaciones no disponibles para la verificación empírica. Las historias o mitos son narraciones didácticas y entretenidas a la vez. Son necesarias para comprender la difícil situación humana. Otras posibles características de la religión son la contaminación y la purificación, lo sagrado y lo profano,  textos sagrados,  instituciones y organizaciones religiosas,  y el sacrificio y la oración. Algunos de los principales problemas a los que se enfrentan las religiones y a los que intentan dar respuesta son el caos, el sufrimiento, el mal, y la muerte. 
Las religiones no fundadoras son el hinduismo, el sintoísmo y las religiones nativas o populares. Las religiones fundadoras son el judaísmo, el cristianismo, el islamismo, el confucianismo, el daoísmo, el mormonismo, el jainismo, el zoroastrismo, el budismo, el sijismo y la fe bahá'í. Las religiones deben adaptarse y cambiar a lo largo de las generaciones porque deben seguir siendo relevantes para sus fieles. Cuando las religiones tradicionales no abordan las nuevas preocupaciones, surgen nuevas religiones.